# Guldbaggegalan 2015
Guldbaggegalan 2015 var den 50:e upplagan av Guldbaggegalan. Galan hölls på Cirkus i Stockholm den 26 januari med Petra Mede som konferencier. Mede har tidigare varit värd för galan åren 2011 och 2012. Galan direktsändes på SVT 1.

## Vinnare och nominerade
Den 8 januari 2015 tillkännagavs vilka filmer och personer som har nominerats till Guldbaggar. Bland de svenska långfilmer som hade premiär under 2014 fördelade sig de flerfaldigt nominerade som följer:
- 13 nomineringar – Gentlemen
- 10 nomineringar – Turist
- 7 nomineringar – En duva satt på en gren och funderade på tillvaron
- 3 nomineringar – The Quiet Roar, Tjuvarnas jul – Trollkarlens dotter
- 2 nomineringar – Nånting måste gå sönder, Flugparken

| Bästa film | Bästa regi |
| --- | --- |
| - Turist – Erik Hemmendorff, Marie Kjellson, Philippe Bober - En duva satt på en gren och funderade på tillvaron – Pernilla Sandström - Gentlemen – Fredrik Heinig, Mattias Nohrborg, Johannes Åhlund | - Ruben Östlund – Turist - Mikael Marcimain – Gentlemen - Roy Andersson – En duva satt på en gren och funderade på tillvaron                                                                                                |
| Bästa kvinnliga huvudroll | Bästa manliga huvudroll |
| - Saga Becker – Nånting måste gå sönder - Lisa Loven Kongsli – Turist - Vera Vitali – Min så kallade pappa                                                                                            | - Sverrir Gudnason – Flugparken - David Dencik – Gentlemen - Johannes Bah Kuhnke – Turist |
| Bästa kvinnliga biroll | Bästa manliga biroll |
| - Anita Wall – Hemma - Fanni Metelius – Turist - Ruth Vega Fernandez – Gentlemen | - Kristofer Hivju – Turist - Peter Andersson – Flugparken - Sverrir Gudnason – Gentlemen |
| Bästa manuskript | Bästa foto |
| - Ruben Östlund – Turist - Ester Martin Bergsmark och Eli Levén – Nånting måste gå sönder - Klas Östergren – Gentlemen                                                                                | - Turist – Fredrik Wenzel - The Quiet Roar – Fredrik Wenzel - Gentlemen – Jallo Faber |
| Bästa klipp | Bästa kostym |
| - Turist – Jacob Secher Schulsinger och Ruben Östlund - En duva satt på en gren och funderade på tillvaron – Alexandra Strauss - Gentlemen – Kristofer Nordin                                         | - Gentlemen – Cilla Rörby - En duva satt på en gren och funderade på tillvaron – Julia Tegström - Tjuvarnas jul – Trollkarlens dotter – Kicki Ilander                                                                       |
| Bästa ljud/ljuddesign | Bästa mask/smink |
| - The Quiet Roar – Andreas Franck - Turist – Andreas Franck, Erlend Hogstad och Gisle Tveito - Gentlemen – Hugo Ekornes och Per Nyström                                                               | - Gentlemen – Anna Carin Lock och Anja Dahl - En duva satt på en gren och funderade på tillvaron – Linda Sandberg - Tjuvarnas jul – Trollkarlens dotter – Susanna Rafstedt                                                  |
| Bästa originalmusik | Bästa scenografi |
| - Gentlemen – Mattias Bärjed och Jonas Kullhammar - The Quiet Roar – Erik Enocksson - En duva satt på en gren och funderade på tillvaron – Hani Jazzar och Gorm Sundberg                              | - En duva satt på en gren och funderade på tillvaron – Ulf Jonsson, Nicklas Nilsson, Sandra Parment, Isabel Sjöstrand och Julia Tegström - Gentlemen – Linda Janson - Tjuvarnas jul – Trollkarlens dotter – Pelle Magnestam |
| Bästa dokumentärfilm | Bästa kortfilm |
| - Om våld – Göran Hugo Olsson - Lgh + bil + allt jag har och äger – Clara Bodén - Ute på landet – Anders Jedenfors                                                                                    | - Still Born – Åsa Sandzén - But You Are a Dog – Malin Erixon - Min vän Lage – Eva Lindström |
| Bästa utländska film | Biopublikens pris |
| - Två dagar, en natt – Jean-Pierre och Luc Dardenne - Boyhood – Richard Linklater - Ida – Paweł Pawlikowski                                                                                           | - Micke & Veronica - Bamse och tjuvstaden - Sune i fjällen |
| Gullspira | Hedersguldbaggen |
| - Rose-Marie Strand, distributör och barn- och ungdomsfilminköpare på Folkets Bio | - Liv Ullmann, skådespelare och regissör |
| Särskilda insatser | |
| - Mats Holmgren, colorist | |